# Jhon Quiceno
Jhon Quiceno (nascido em 2 de agosto de 1954) é um ex-ciclista colombiano. Representou seu país, Colômbia, no ciclismo nos Jogos Olímpicos de Verão de 1976.